# وشم أسفل الظهر

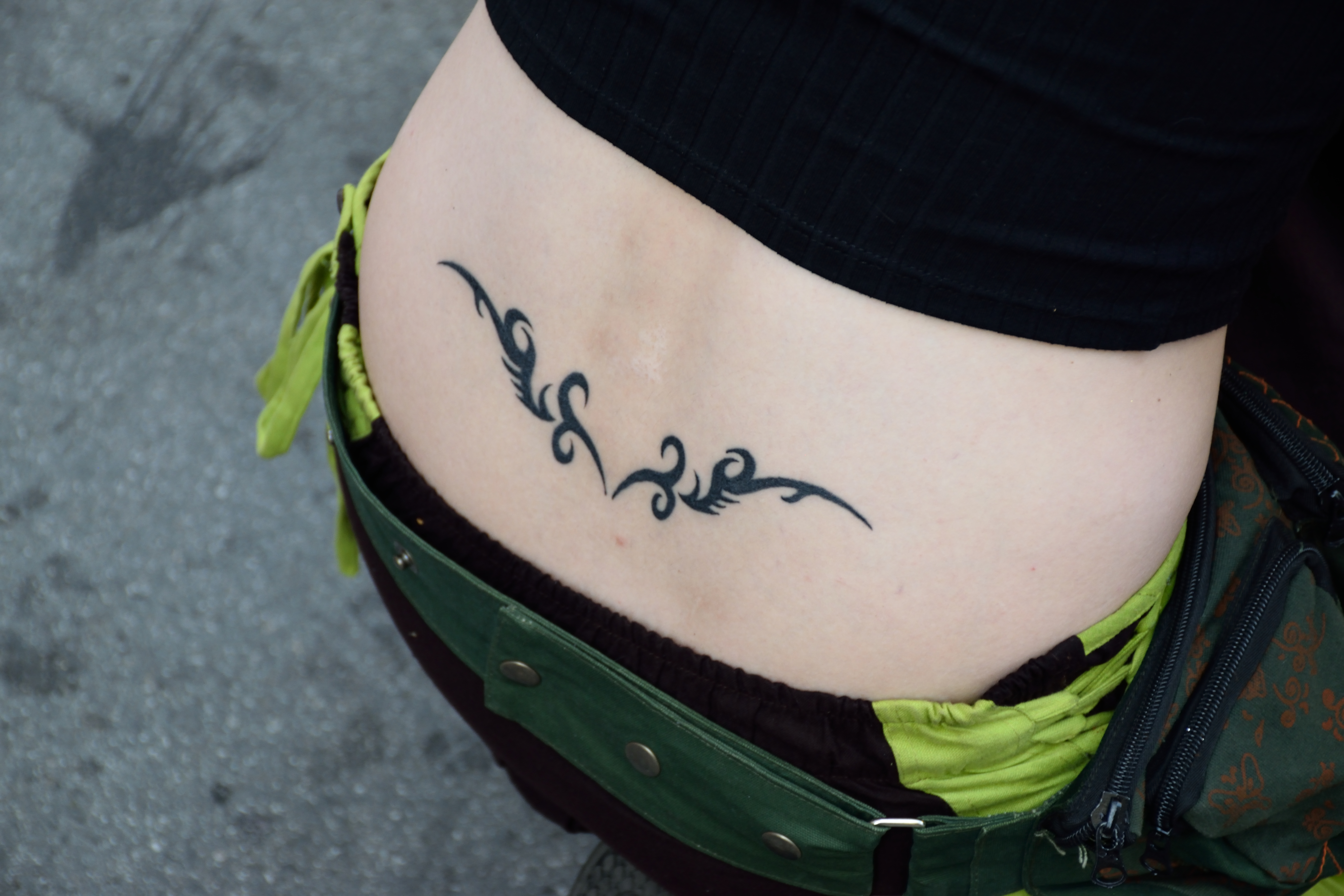
امرأة في أسفلِ ظهرها وشم.

أصبحت الأوشام الموجودة على أسفل الظهر شائعة في العقد الأول من القرن الحادي والعشرين، واكتسبت شهرةً بسبب جاذبيتها المثيرة. تُبرَزُ الأوشام أحيانًا بواسطةِ الجينز القصير أو الملابس العلويّة القصيرة في الأغلب، وينتشرُ هذا النوع من الوشوم لدى فئة الإناث أكثر. انتقدت دراسةٌ عام 2011 ما وصفتهُ «الصور النمطيّة» التي روَّجتها وسائل الإعلام عن الوشوم أسفل الظهر، بحجّة أنها صُوِّرت بشكلٍ غير عادلٍ كرمزٍ للاختلاطِ بين الجنسين.

## التاريخ
على الرغم من أن الرجال غالبًا ما يكونون في العالم الغربي موشومون أكثر من النساء، إلا أنّه في أوائل التسعينيات اكتسبت هذه الممارسة شعبيةً بين النساء أيضًا. قبل أواخر القرن العشرين، كانت النساء الموشومات يتعرضنَ لوصمة عارٍ شديدةٍ، ونادرًا ما يتمُّ العثور على موشومات في مجتمعٍ مكوّنٍ من الطبقة الوسطى. انتشر الوشم أسفل الظهر في أوائل العقد الأول من القرن الحادي والعشرين، ويرجعُ ذلك جزئيًا إلى تأثير المشاهير الإناث، بما في ذلك بريتني سبيرز، آليا، كريستينا ريتشي وباميلا أندرسون، وربما للجينز القصير والملابس العلويّة القصيرة دورٌ في زيادةِ وشم أسفل الظهر. العامل الآخر الذي ربما ساهمَ في انتشارِ وشوم أسفل الظهر هو المنطقة الموشومة والتي بها القليلُ من الدهون، وهو ما يُقلِّل من فرصِ تشوه الوشم معَ مرور الوقت، كما أنّه يسهلُ إخفاء الوشم في تلك المنطقة والتحكّم في اختيار وقت الكشف عنه. على الرغم من أن بعض الذكور لديهم وشمٌ أسفل الظهر، بما في ذلك بعض المشاهير، إلا أنّ هذا النوع من الوشوم غيرُ مشهورٍ في صفوفِ الرجال بشكل عام.

## النظرة العامّة

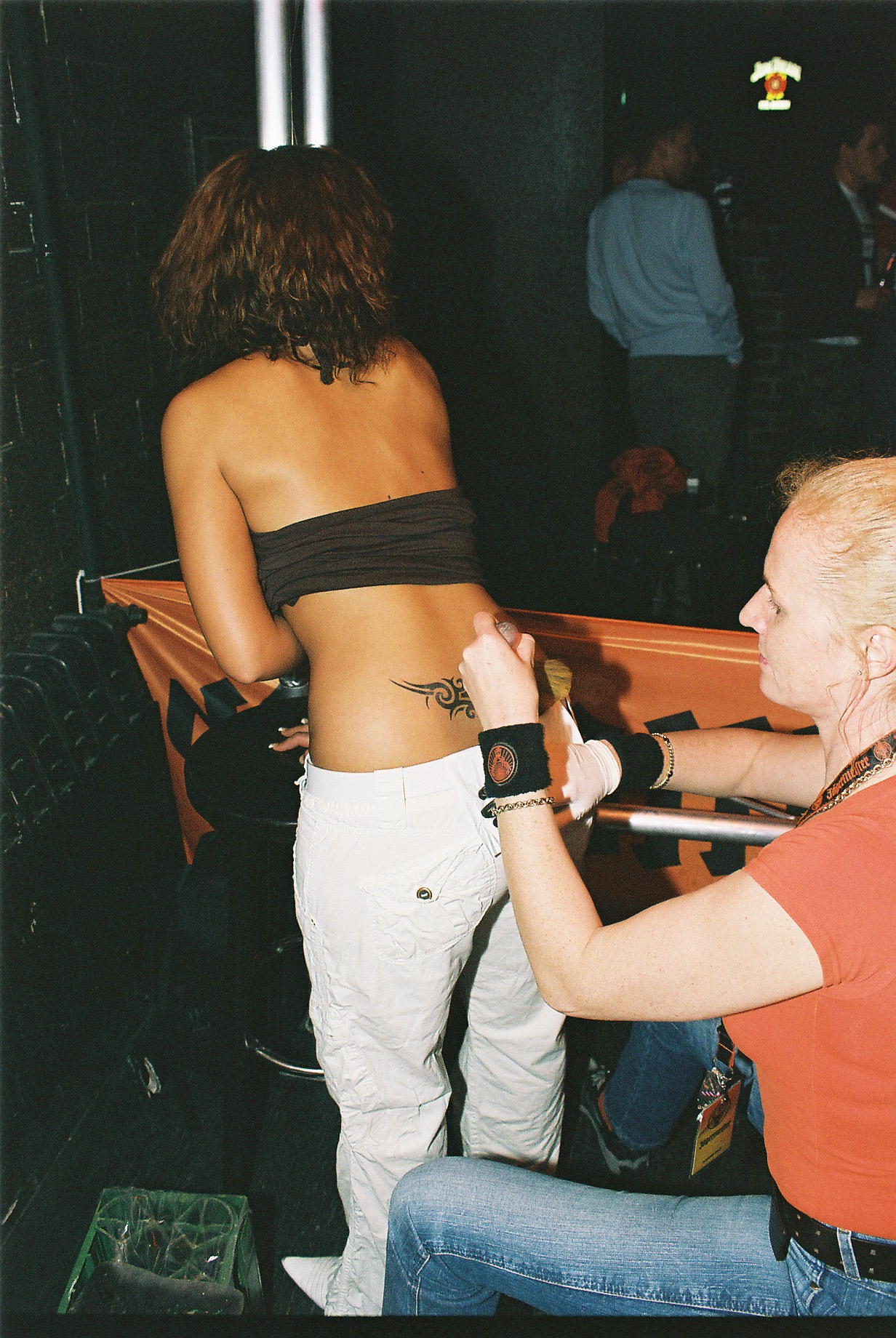
صورةٌ لامرأة خلال وضعها لوشمٍ أسفل ظهرها.

غالبًا ما يَنظر الناس إلى أسفل ظهر المرأة على أنها جزءٌ مثيرٌ من الجسم، مما يؤدي إلى ربط الوشم أسفل الظهر بالشهوة والجنس، كما يُنظر إليه على أنه مؤشرٌ على ما يُعرف بالاختلاطيّة الجنسيّة من قِبل البعض، وربما يرجعُ ذلك إلى تصوير وسائل الإعلام للنساء اللاتي يحملنَ وشومًا. انتقدت دراسةٌ أُجريت عام 2011 الصور النمطيّة التي رسمتها وسائل الإعلام للوشم أسفل الظهر، بحيثُ صُوِّر – بحسبِ الدراسة – بشكل غير عادلٍ كرمز للاختلاطيّة الجنسيّة. تنتشرُ في العالَم الغربي عددٌ من الألقاب والمصطلحات التي قد يعتبرها البعضُ مهينةً للوشم أسفل الظهر أو مزعجةً على الأقل بما في ذلك عبارة «slag tag» التي تعني بالعربيّة «علامة الخبث» ومصطلحات من هذا القبيل. يبدو أن برنامج ساترداي نايت لايف قد لعب دورًا جزئيًا على الأقل في إحداثِ ذاك التحيّز والعار في موضعِ الوشم، فعلى سبيل المثال لا الحصر اكتسبَ مصطلح «tramp stamp» الذي يُعتبر مهينًا إلى حدٍ ما لمن يملكون وشومًا أسفلَ الظهر في اكتسابِ شعبيّةٍ واسعةٍ بعد استخدامه في إحدى مسرحيات البرنامج التمثيليّة في أيار/مايو 2004.

## الجوانب الطبيّة
تساءلَ الممارسون الطبيون وخاصّة المختصّون والذين ينشطون في مجالِ التخدير عمَّا إذا كان ينبغي توفيرُ المسكّنات فوق الجافية للنساء اللاتي يرغبنَ في الحصولِ على وشمٍ في أسفل الظهر، لكنَّ مخاوفَ ظهرت من أنَّ التخدير فوق الجافيّة قد يتسبَّبُ في دخولِ صبغة الوشم إلى الأربطة بين الشوكة ومناطق أخرى، مما قد يؤدي إلى مشاكل صحيّة. هناك إجماعٌ على أنه لا ينبغي اللجوء للتخدير فوق الجافية في حالة الوشوم التي قد يحصلُ فيها تهيّجات أو سيلان للدم، ومع ذلك لم يتم توثيق الضرر بشكل واضح عند استخدامِ التخدير فوق الجافيّة عند وضعِ وشم صحي. خلصت مراجعةٌ في مجلّة الرابطة الأمريكية لممرّضي التخدير (بالإنجليزية: American Association of Nurse Anesthetists Journal)‏ إلى أنَّ «وضع قسطرة فوق الجافية عندَ الوشم هو قرارٌ مُمَارسٌ يعتمدُ على الحكم السريري». في مجلّة الرأي الحالي في علم التخدير (بالإنجليزية: Current Opinion in Anesthesiology)‏ وهي مجلّةٌ طبيةٌ نصف شهريّة تُغطّي مواضيع التخدير ذكرَ كلٌ من فريدريك ميرسير وماري بيير بونيه أنّ الدليل على المضاعفات عند وضع قسطرة فوق جافيّة غير مقنع، لكنهما يدعوان إلى تجنّب هذه الممارسة بسبب نقصِ الأدلّة طويلة الأمد.